# Cucullia erythrocephala
Cucullia erythrocephala is een vlinder uit de familie uilen (Noctuidae). De wetenschappelijke naam is voor het eerst geldig gepubliceerd in 1914 door Wagner.
De soort komt voor in Europa.